# Дудсрон

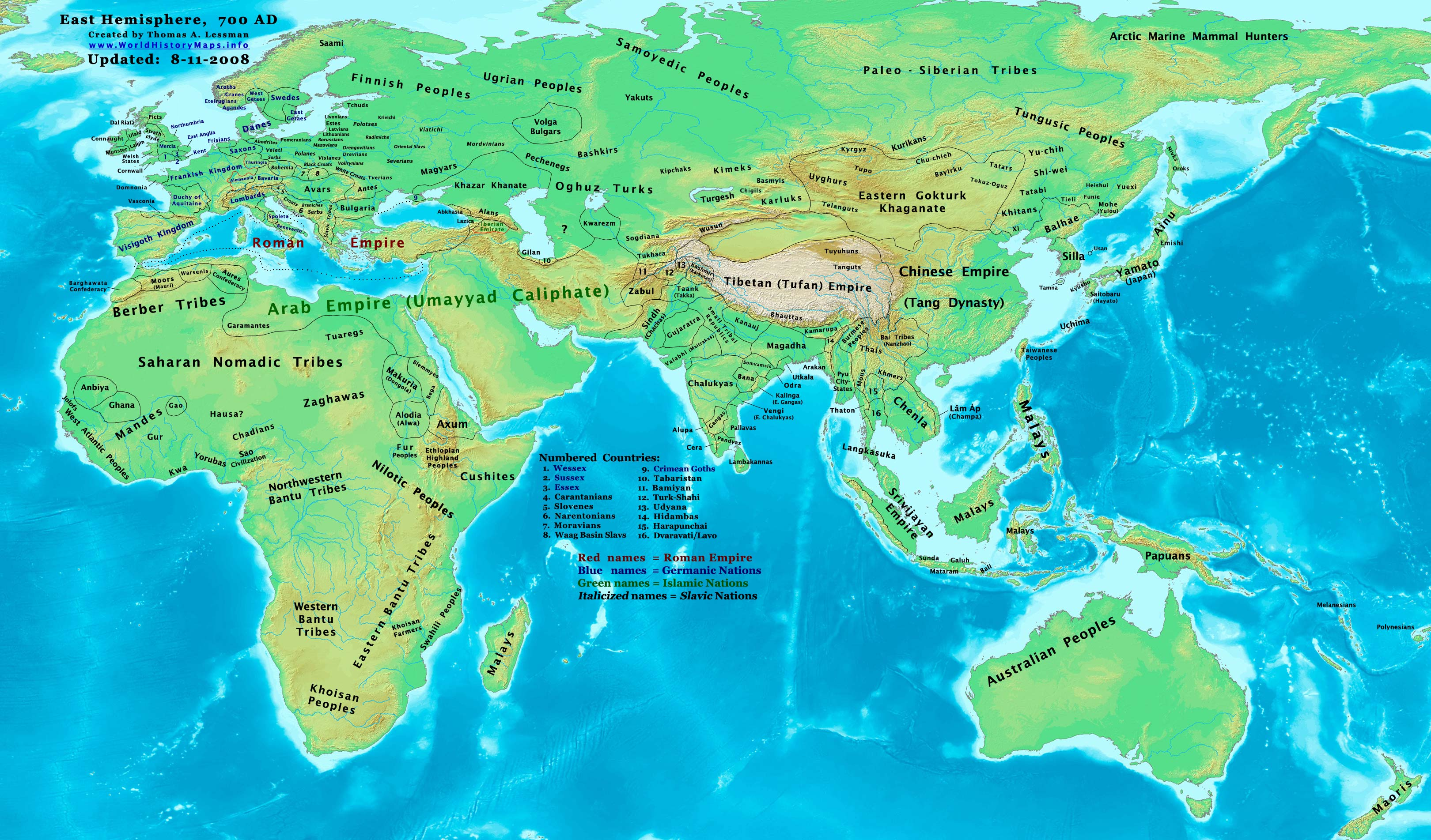
Тибет за Дудсрона

Дудсрон Манбодже Прулджал (679—703) — 3-й імператор (цемпо) Тибету, правив після свого батька Манронманцана. Походив з Ярлугської династії.
Народився на сьомий день після смерті батька у місцевості Дагпу. Регентами при малолітньому володареві стали Н'яцандембу та Тагракхонлон, сини відомого полковадця Донцан Гара. Вони були не тільки міністрами, а й головнокомандувачами армії. Тому мали усю повноту влади. В цей час Тибет поділявся на чотири крила (ру) — щось на кшталт військових округів, кожне з крил у свою чергу поділялися на «полки». На чолі армії стояв головнокомандувач (дмаг дпон) та його заступник. Полки очолювали вожді племен.
За часів Дудсрона Тибет продовжував військові походи у сусідні країни. У 680 році на сході він межував з китайськими областями Лянчжоу, Маочжоу, Сунчжоу, на півдні — з Індією, на заході тибецький правитель володів областями Цюці, Шуле, на півночі — межував з тюркськими племенами. Крім того багато із сусідів Тибету були його данниками, зокрема Непал.
Дудсрон помер у місцевості Джан. Його поховано у монастирі Прулнан в гробниці Лханричан.

## Родина
Чизацунмодог, з племені Чим
Діти:
- Тидецугтан Меагцом